# جيفرسون (إنديانا)
بلدة جيفرسون (بالإنجليزية: Jefferson Township)‏، هي واحدة من اثني عشرة بلدة في مقاطعة آدمز، إنديانا. اعتباراً من تعداد عام 2010 كان عدد سكانها 1,089.

## الجغرافيا
وفقاً لتعداد عام 2010، تبلغ مساحة البلدة الإجمالية (62.5 كم²)، منها (62 كم² أو 99.88%) يابسة و(0.078 كم² أو 0.12%) ماء.